# Mickaël Biron
Mickaël Biron (Ducos, 26 agosto 1997) è un calciatore francese, attaccante del Norimberga e della nazionale martinicana.

## Caratteristiche tecniche
È un centravanti.

## Carriera

### Nazionale
Ha esordito con la Nazionale martinicana il 5 giugno 2018 disputando l'amichevole vinta 3-0 contro la Guyana francese.
È stato convocato per disputare la CONCACAF Gold Cup 2019.

## Statistiche

### Cronologia presenze e reti in nazionale
| Cronologia completa delle presenze e delle reti in nazionale ― Martinica | Cronologia completa delle presenze e delle reti in nazionale ― Martinica | Cronologia completa delle presenze e delle reti in nazionale ― Martinica | Cronologia completa delle presenze e delle reti in nazionale ― Martinica | Cronologia completa delle presenze e delle reti in nazionale ― Martinica | Cronologia completa delle presenze e delle reti in nazionale ― Martinica | Cronologia completa delle presenze e delle reti in nazionale ― Martinica | Cronologia completa delle presenze e delle reti in nazionale ― Martinica |
| Data                                                                     | Città                                                                    | In casa                                                                  | Risultato                                                                | Ospiti                                                                   | Competizione                                                             | Reti                                                                     | Note                                                                     |
| ------------------------------------------------------------------------ | ------------------------------------------------------------------------ | ------------------------------------------------------------------------ | ------------------------------------------------------------------------ | ------------------------------------------------------------------------ | ------------------------------------------------------------------------ | ------------------------------------------------------------------------ | ------------------------------------------------------------------------ |
| 6-6-2018                                                                 | Fort-de-France                                                           | Martinica                                                                | 3 – 0                                                                    | Guyana francese                                                          | Amichevole                                                               | 2                                                                        | 63’                                                                      |
| 13-10-2018                                                               | Bayamón                                                                  | Porto Rico                                                               | 0 – 1                                                                    | Martinica                                                                | Qual. CONCACAF Nations League 2019-2020                                  | -                                                                        | 40’                                                                      |
| 17-10-2018                                                               | Fort-de-France                                                           | Martinica                                                                | 4 – 0                                                                    | Isole Vergini Britanniche                                                | Qual. CONCACAF Nations League 2019-2020                                  | 2                                                                        | 72’                                                                      |
| 20-11-2018                                                               | Fort-de-France                                                           | Martinica                                                                | 4 – 2                                                                    | Antigua e Barbuda                                                        | Qual. CONCACAF Nations League 2019-2020                                  | -                                                                        | 61’ 68’                                                                  |
| 24-3-2019                                                                | Les Abymes                                                               | Guadalupa                                                                | 0 – 1                                                                    | Martinica                                                                | Qual. CONCACAF Nations League 2019-2020                                  | -                                                                        | 88’                                                                      |
| 16-6-2019                                                                | Pasadena                                                                 | Canada                                                                   | 4 – 0                                                                    | Martinica                                                                | Gold Cup 2019 - 1º turno                                                 | -                                                                        | 64’                                                                      |
| 20-6-2019                                                                | Commerce City                                                            | Cuba                                                                     | 0 – 3                                                                    | Martinica                                                                | Gold Cup 2019 - 1º turno                                                 | -                                                                        | 39’ 58’                                                                  |
| 15-10-2019                                                               | San Pedro Sula                                                           | Honduras                                                                 | 1 – 0                                                                    | Martinica                                                                | CONCACAF Nations League 2019-2020 - 1º turno                             | -                                                                        |                                                                          |
| 26-3-2022                                                                | Fleury-Mérogis                                                           | Guadalupa                                                                | 3 – 4                                                                    | Martinica                                                                | Amichevole                                                               | 2                                                                        | 82’                                                                      |
| 5-6-2022                                                                 | San José                                                                 | Costa Rica                                                               | 2 – 0                                                                    | Martinica                                                                | CONCACAF Nations League 2022-2023 - 1º turno                             | -                                                                        |                                                                          |
| 10-6-2022                                                                | Panama                                                                   | Panama                                                                   | 5 – 0                                                                    | Martinica                                                                | CONCACAF Nations League 2022-2023 - 1º turno                             | -                                                                        | 63’                                                                      |
| 13-6-2022                                                                | Fort-de-France                                                           | Martinica                                                                | 0 – 0                                                                    | Panama                                                                   | CONCACAF Nations League 2022-2023 - 1º turno                             | -                                                                        | 81’                                                                      |
| 26-3-2023                                                                | Fort-de-France                                                           | Martinica                                                                | 1 – 2                                                                    | Costa Rica                                                               | CONCACAF Nations League 2022-2023 - 1º turno                             | 1                                                                        | 35’                                                                      |
| 7-9-2023                                                                 | Panama                                                                   | Panama                                                                   | 3 – 0                                                                    | Martinica                                                                | CONCACAF Nations League 2023-2024 - 1º turno                             | -                                                                        |                                                                          |
| 10-9-2023                                                                | Fort-de-France                                                           | Martinica                                                                | 1 – 0                                                                    | Curaçao                                                                  | CONCACAF Nations League 2023-2024 - 1º turno                             | -                                                                        | 67’                                                                      |
| 11-10-2024                                                               | Le Gosier                                                                | Guadalupa                                                                | 0 – 1                                                                    | Martinica                                                                | CONCACAF Nations League 2024-2025 - 1º turno                             | -                                                                        |                                                                          |
| 15-10-2024                                                               | Le Gosier                                                                | Martinica                                                                | 0 – 0                                                                    | Guadalupa                                                                | CONCACAF Nations League 2024-2025 - 1º turno                             | -                                                                        |                                                                          |
| Totale                                                                   |                                                                          | Presenze                                                                 | 17                                                                       |                                                                          | Reti                                                                     | 7                                                                        |                                                                          |

## Palmarès

### Club

#### Competizioni nazionali
- Tweede klasse: 1

RWDM47: 2022-2023